# Hans-Peter Pull
Hans-Peter Pull (* 1953) ist ein deutscher Sportreporter.

## Leben
Pull spielte in der Jugend bei den Sportfreunden Hamborn 07 und war anschließend dort Jugendtrainer. Nach Abschluss seiner Schulausbildung nahm er in Münster ein Studium der Fächer Deutsch und Geschichte auf Lehramt auf. Noch während des Studiums folgte er einem Aufruf des WDR, der Nachwuchsreporter suchte. Nach verschiedenen Probereportagen wurde er 1976 bei der Begegnung Wuppertaler SV gegen Rot-Weiss Essen erstmals live eingesetzt.
1980 wechselte er zum Bayerischen Rundfunk, für den er u. a. im Rahmen der Bundesligakonferenz und der Übertragungen der Champions League die Spiele des FC Bayern München kommentierte. Sein letztes Spiel in der Bundesligakonferenz war am 20. Juni 2020 die Partie Bayern München gegen SC Freiburg.
| Personendaten    | Personendaten           |
| ---------------- | ----------------------- |
| NAME             | Pull, Hans-Peter        |
| KURZBESCHREIBUNG | deutscher Sportreporter |
| GEBURTSDATUM     | 1953                    |